# David vom Stain

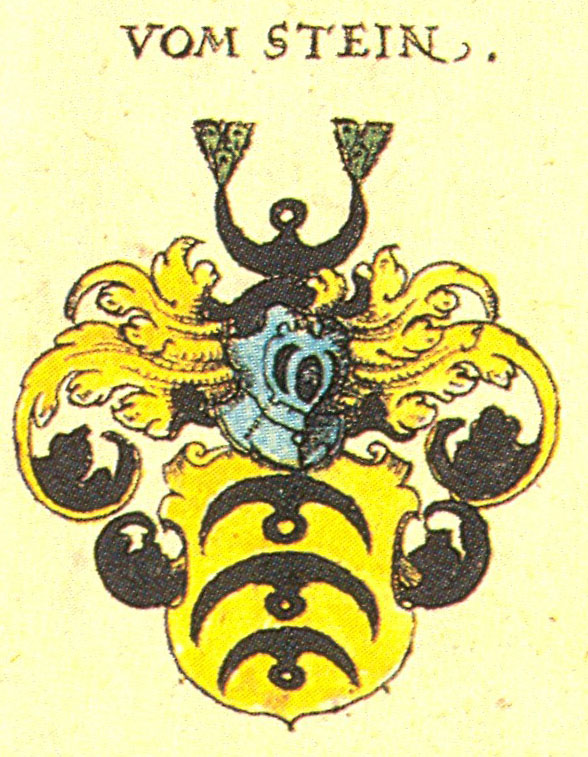
Wappen der Herren vom Stain aus Siebmachers Wappenbuch, 1605

David vom Stain (* 1525; † 18. Februar 1565) war Oberhaupt der Bühler Linie der Herren vom Stain in Bühl, heute ein Stadtteil von Tübingen. Er ist Erbauer des Schlosses Bühl und führte die Reformation in Bühl ein.

## Leben
David vom Stain war der zweitjüngste Sohn von Bernhard vom Stain und Anna, geb. von Hoheneck, die 1536 nach 14-jähriger Ehe Witwe wurde. Sie hatte sieben Kinder, sechs Söhne und eine Tochter und war Erbin der Hälfte von Bühl. Obwohl ihr ihre Cousine Margarete von Rosenfeld, geb. von Hoheneck, ganz Bühl vermacht hatte, konnte Georg II. von Ehingen  (gestorben 1561) als einer mehrerer übergangener Erbberechtigter eine Hälfte davon in Besitz nehmen. Die Herrschaft von Anna vom Stain wurde sehr durch das gespannte Verhältnis zu Georg von Ehingen überschattet und führte dazu, dass sie sich hinter ihren Brüdern verstecken musste. Bis in das Jahr 1542 setzte er seine Übergriffe auf den Herrschaftsbereich fort, bis er 1544 durch eine Kommission der vorderösterreichischen Regierung in Innsbruck, die von Anna vom Stain angerufen worden war, in seine Schranken gewiesen wurde. Anna vom Stain erwies sich als gute Verwalterin und führte so den Herrschaftsbereich Bühl zu einem gewissen Wohlstand.
Im Jahr 1546 gründete David vom Stain die Rittergesellschaft in Freiburg. Er heiratete Anna von Weiher († 1577), deren Familie das Weiherschlösschen in Emmendingen besaß. Das Erbe von Davids Vater wurde im Losverfahren auf die sechs Söhne aufgeteilt. Da es aber nur drei Herrschaften zu vergeben gab, ging David vom Stain bei der Erbteilung am 11. August 1550 leer aus. Er wurde mit Geld abgefunden (16.776 fl.) und erhielt erst am 26. August 1550 von seiner Mutter ihren Teil der Herrschaft von Bühl übertragen, den sie bis dahin innehatte.
Nach der Übernahme der Herrschaft erbaute er das Schloss Bühl und führte (nach späteren Aussagen seines Sohnes Leopold Carl um das Jahr 1553 herum) die Reformation ein, mit welcher er durch Gelehrte in Berührung kam. Somit wurde die eine Hälfte von Bühl evangelisch. David vom Stain galt als fromm und gläubig. Geschickt traf er Absprachen mit Pfarrern. Als Georg II. von Ehingen sich ebenfalls der neuen protestantischen Lehre annäherte, hatte David vom Stain schon Vereinbarungen mit dem damaligen katholischen Pfarrer von Kilchberg getroffen, die beinhalteten, die Einwohner von Bühl nach Kilchberg einzupfarren. So konnten sie dort den Gottesdienst besuchen und wurden dort auch begraben. Der katholische Pfarrer durfte im Gegenzug jeden Mittwoch die katholische Messe in Bühl lesen.
Aus Berichten ist zu entnehmen, dass er in seinem Leben die schönen Künste sehr schätzte und auch den Umgang mit gelehrten Männern. Zudem habe er sich als Soldat bewährt; es ist jedoch keine genaue Kriegsteilnahme bekannt. Es gibt Vermutungen der Teilnahme am Türkenkrieg 1542 und dem Krieg in Frankreich 1544.
David vom Stain herrschte bis zu seinem Tod am 18. Februar 1565. Den Text der Grabinschrift überlieferte Martin Crusius, der am 4. August 1589 die Bühler Kirche besuchte und neben anderen auch diese Inschrift veröffentlichte:

„Anno 1565, den 18. Februar, starb der Edel und Vest David vom Stein zu Bühel: Der auch durch GOttes Gnad daselbsten die reine Lehr des Heiligen Evangelii hat angerichtet. Dem auch GOtt der HErr, mit allen Außerwelten ein fröliche Aufferstehung verleihe, Amen.“

Nach Davids Tod übernahm seine Ehefrau Anna die Grundherrschaft. Sie regierte bis zu ihrem Tod 1577 für den Sohn Leopold Carl. Die Habsburgischen Oberherrn über den Ort setzten der Reformation bald ein Ende. Im Jahr 1609 wurde der katholische Gottesdienst in Bühl wiedereingeführt.

## Bauherr des Schlosses Bühl
Nach Georg von Ehingen stellt sich die komplizierte Entstehungsgeschichte des Schlosses wie folgt dar: „seine Behausung sei doch von alter her nur ein schlecht maier oder purahaus gewesen, daraus er jetzt ein frei eigen Schloss gemacht.“ Neben der Umgestaltung und Vergrößerung der alten Burg gestaltete David vom Stain auch den Ort neu und richtete seiner Mutter einen Witwensitz ein. Die Bauarbeiten wurden 1554 von David vom Stain beendet und mit der Erweiterung und Ummauerung des Schlossgartens abgeschlossen. Dass er sich dabei als alleinigen Bauherrn sah, lässt folgende lateinische Inschrift erkennen: